# Plaza del Cristo de La Laguna

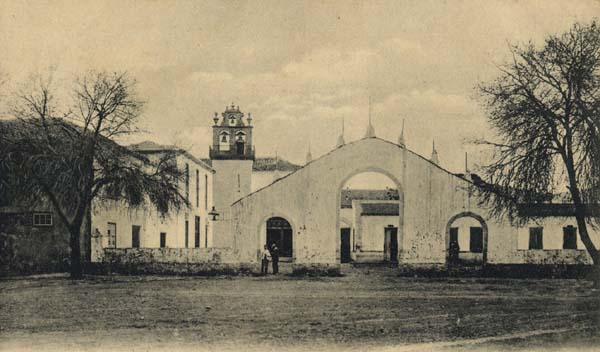
Vecchie fotografie

Plaza del Cristo de La Laguna è una piazza nella città di San Cristóbal de La Laguna (Tenerife, Isole Canarie, Spagna). Si tratta di uno dei luoghi più grandi e più importanti delle Isole Canarie.
Questa piazza è considerata una delle piazze principali dell'isola di Tenerife, insieme a Piazza di Spagna a Santa Cruz de Tenerife e la Plaza de la Patrona de Canarias a Candelaria.
Questa piazza fino a poco tempo segnava il confine tra la città di La Laguna e la zona agricola. Nei dintorni dell'attuale piazza si trovava lo storico e scomparso Ospedale di San Sebastián, che ebbe un ruolo importante nell'accoglienza dei pazienti durante l'epidemia di peste bubbonica scoppiata in città nel 1582.
La piazza è stata utilizzata fino al secolo scorso come una parata militare.
Tuttavia, la piazza è conosciuta soprattutto perché è il Real Santuario del Santísimo Cristo de La Laguna, dove venerata l'immagine di Cristo de La Laguna, che è molto apprezzata da tutti i canarini. Oggi, questa piazza è il mercato comunale.